# Oasi xerotermiche della Val di Susa-Orrido di Chianocco
Oasi xerotermiche della Val di Susa-Orrido di Chianocco este o arie protejată (arie specială de conservare — SAC, sit de importanță comunitară — SCI) din Italia întinsă pe o suprafață de 1.250 ha, integral pe uscat.

## Localizare
Centrul sitului Oasi xerotermiche della Val di Susa-Orrido di Chianocco este situat la coordonatele 45°09′05″N 7°07′15″E / 45.151389°N 7.120833°E.

## Înființare
Situl Oasi xerotermiche della Val di Susa-Orrido di Chianocco a fost declarat sit de importanță comunitară în septembrie 1995 pentru a proteja 1 specie de plante și 29 de specii de animale. Situl a fost protejat și ca arie specială de conservare în noiembrie 2017.

## Biodiversitate
Situată în ecoregiunea alpină, aria protejată conține 13 habitate naturale: Pajiști carstice calcaroase sau bazofile, de Alysso-Sedion albi, Păduri de fag din Europa Centrală dezvoltate pe sol calcaros cu Cephalanthero-Fagion, Formațiuni de Juniperus communis pe lande sau pajiști calcaroase, Păduri pe pante, grohotișuri și ravene de Tilio-Acerion, Fânețe montane, Păduri de fag Luzulo-Fagetum, Fânețe de joasă altitudine (Alopecurus pratensis, Sanguisorba officinalis), Pante stâncoase calcaroase cu vegetație casmofită, Pajiști uscate seminaturale și facies de acoperire cu tufișuri pe substraturi calcaroase (Festuco-Brometalia) (* situri importante pentru orhidee), Păduri de Castanea sativa, Izvoare petrifiante cu formare de travertin (Cratoneurion), Păduri alpine de Larix decidua și/sau Pinus cembra, Pajiști stepice subpanonice.
La baza desemnării sitului se află mai multe specii protejate:
- plante (1): Gladiolus palustris
- păsări (24): potârnichea de stâncă (Alectoris graeca saxatilis), fâsă-de-câmp (Anthus campestris), acvilă de munte (Aquila chrysaetos), buha (Bubo bubo), caprimulg (Caprimulgus europaeus), barză albă (Ciconia ciconia), barză neagră (Ciconia nigra), șerpar (Circaetus gallicus), erete vânăt (Circus cyaneus), porumbel gulerat (Columba palumbus), presură de grădină (Emberiza hortulana), șoim călător (Falco peregrinus), sfrâncioc roșiatic (Lanius collurio), ciocârlie de pădure (Lullula arborea), gaia neagră (Milvus migrans), mierlă albastră (Monticola solitarius), viespar (Pernis apivorus), fazan (Phasianus colchicus), Pyrrhocorax pyrrhocorax, sitar de pădure (Scolopax rusticola), turturică (Streptopelia turtur), silvie roșcată (Sylvia cantillans), Tachymarptis melba, mierlă (Turdus merula)
- mamifere (3): liliac cârn (Barbastella barbastellus), lupul (Canis lupus), liliacul mare cu potcoavă (Rhinolophus ferrumequinum)
- nevertebrate (2): Euplagia quadripunctaria, rădașcă (Lucanus cervus)

Pe lângă speciile protejate, pe teritoriul sitului au mai fost identificate 13 specii de plante, 2 specii de păsări, 2 specii de amfibieni, 14 specii de mamifere, 22 de specii de nevertebrate, 8 specii de reptile.